# Умеренко, Марина Игоревна
Марина Игоревна Саратова с 2017 года (Умеренко) (род. 30 июня 1993 года) — российская пловчиха в ластах, заслуженный мастер спорта России.

## Карьера
Многократный чемпион мира, Европы и России. Практикуется на марафонских дистанциях. Тренируется в СДЮСШОР «Дельфин» у ЗТр Натальи Дудченко.
Студентка факультета физической культуры, спорта и туризма Медицинского института Тульского государственного университета.